# Allmänna Idrottsklubben Fotboll (femminile)
L'Allmänna Idrottsklubben Fotboll Damer, citata come AIK Fotboll Damer o più semplicemente AIK, è una squadra di calcio femminile, sezione di calcio femminile dell'omonima società polisportiva svedese con sede nella città di Solna, municipalità dell'area urbana di Stoccolma. Milita in Damallsvenskan, massima serie del campionato svedese, e gioca gli incontri casalinghi al Skytteholms Idrottsplats (Skytteholms IP).

## Storia
La sezione venne fondata nel 1970. Dopo due decenni di militanza nelle serie minori, riuscì ad ottenere la promozione in Damallsvenskan per la prima volta nel 1992, rimanendovi per due stagioni, prima di concludere al penultimo posto nel 1995 e di conseguenza retrocedere in Division 1. Dopo un solo anno in cadetteria, centrò immediatamente la promozione.
I maggiori successi della squadra arrivarono qualche anno dopo, con l'AIK che raggiunse la finale della Coppa di Svezia nel 2007, persa 4–3 contro l'Umeå IK, mentre nella Damallsvenskan 2008 si classificò al quarto posto. Dopo quattro anni nella massima serie, l'AIK retrocedette al termine del campionato 2010, ma tornò a partecipare alla massima categoria già nella stagione 2012 in virtù del primo posto in Division 1 del gruppo Norrettan dell'anno prima. La permanenza in Damallsvenskan questa volta durò una sola stagione. In questi anni l'AIK si comportò come squadra ascensore, visto che riuscì a riguadagnare la promozione già nella stagione successiva, rimanendo nella massima serie fino al 2015 per essere poi retrocessa in Elitettan, la nuova denominazione della seconda divisione svedese.
La squadra trascorse poi cinque anni in seconda serie, prima di tornare a disputare la Damallsvenskan nel 2021 grazie al primo posto nell'Elitettan dell'anno precedente.

## Palmarès
- Campionato svedese di seconda divisione: 7

1992, 1997, 2004, 2006, 2011, 2013, 2020

### Altri piazzamenti
- Coppa di Svezia:

Finalista: 2007

## Organico

### Rosa 2022
Rosa, ruoli e numeri di maglia come da sito societario, aggiornati al 9 aprile 2022.
| N. |                        | Ruolo | Calciatrice      |
| -- | ---------------------- | ----- | ---------------- |
| 2  | Stati Uniti (bandiera) | C     | Caroline Murray  |
| 3  | Stati Uniti (bandiera) | D     | Hannah Davison   |
| 4  | Svezia (bandiera)      | D     | Jennie Nordin    |
| 5  | Svezia (bandiera)      | C     | Sara Nordin      |
| 6  | Svezia (bandiera)      | C     | Agnes Nyberg     |
| 7  | Giamaica (bandiera)    | C     | Chinyelu Asher   |
| 8  | Finlandia (bandiera)   | A     | Kaisa Collin     |
| 9  | Australia (bandiera)   | A     | Remy Siemsen     |
| 10 | Finlandia (bandiera)   | C     | Jenny Danielsson |
| 11 | Svezia (bandiera)      | A     | Linnea Wennberg  |
| 12 | Svezia (bandiera)      | C     | Hedda Johansson  |
| 13 | Svezia (bandiera)      | C     | Johanna Lindell  |
| 14 | Svezia (bandiera)      | A     | Adelisa Grabus   |
| 15 | Lussemburgo (bandiera) | C     | Emelie Jansson   |

| N. |                      | Ruolo | Calciatrice                   |
| -- | -------------------- | ----- | ----------------------------- |
| 16 | Giappone (bandiera)  | C     | Honoka Hayashi                |
| 17 | Svezia (bandiera)    | C     | Nora Rönnfors                 |
| 18 | Svezia (bandiera)    | A     | Matilda Nildén                |
| 19 | Svezia (bandiera)    | A     | Elsa Törnblom von Schmalensee |
| 20 | Svezia (bandiera)    | D     | Evelina Finndell              |
| 21 | Svezia (bandiera)    | C     | Linda Hallin                  |
| 22 | Svezia (bandiera)    | C     | Arsema Weldai                 |
| 23 | Svezia (bandiera)    | C     | Emma Kimell                   |
| 25 | Svezia (bandiera)    | A     | Ebba Jahnfors                 |
| 28 | Finlandia (bandiera) | P     | Milla-Maj Majasaari           |
| 30 | Svezia (bandiera)    | P     | Serina Backmark               |
| 32 | Svezia (bandiera)    | P     | Vendela Persbeck              |
| 33 | Svezia (bandiera)    | C     | Julia Olsson                  |

### Rosa 2021
Rosa, ruoli e numeri di maglia come da sito societario, aggiornati al 13 aprile 2021.
| N. |                        | Ruolo | Calciatrice                 |
| -- | ---------------------- | ----- | --------------------------- |
| 2  | Stati Uniti (bandiera) | C     | Caroline Murray             |
| 3  | Stati Uniti (bandiera) | D     | Hannah Davison              |
| 4  | Svezia (bandiera)      | D     | Emma Becker                 |
| 5  | Svezia (bandiera)      | C     | Sara Nordin                 |
| 6  | Svezia (bandiera)      | C     | Wilma Ljung Klingwall       |
| 7  | Svezia (bandiera)      | C     | Matilda Rosqvist (capitano) |
| 8  | Svezia (bandiera)      | D     | Clara Härdling              |
| 9  | Svezia (bandiera)      | A     | Rosa Kafaji                 |
| 10 | Finlandia (bandiera)   | A     | Jenny Danielsson            |
| 11 | Islanda (bandiera)     | D     | Hallbera Guðný Gísladóttir  |
| 12 | Svezia (bandiera)      | A     | Ema Paljevic                |
| 13 | Svezia (bandiera)      | C     | Johanna Lindell             |
| 14 | Svezia (bandiera)      | A     | Adelisa Grabus              |

| N. |                        | Ruolo | Calciatrice                   |
| -- | ---------------------- | ----- | ----------------------------- |
| 15 | Lussemburgo (bandiera) | C     | Emelie Jansson                |
| 16 | Giappone (bandiera)    | C     | Honoka Hayashi                |
| 17 | Svezia (bandiera)      | C     | Nora Rönnfors                 |
| 19 | Svezia (bandiera)      | A     | Elsa Törnblom von Schmalensee |
| 20 | Svezia (bandiera)      | D     | Evelina Finndell              |
| 21 | Svezia (bandiera)      | C     | Linda Hallin                  |
| 22 | Svezia (bandiera)      | C     | Arsema Weldai                 |
| 23 | Finlandia (bandiera)   | D     | Emma Santamäki                |
| 24 | Svezia (bandiera)      | C     | Piyatida Somkumpee            |
| 28 | Finlandia (bandiera)   | P     | Milla-Maj Majasaari           |
| 29 | Svezia (bandiera)      | D     | Julia Laukström               |
| 30 | Svezia (bandiera)      | P     | Serina Backmark               |

### Rosa 2020
Rosa, ruoli e numeri di maglia come da sito societario, aggiornati al 31 ottobre 2020.
| N. |                      | Ruolo | Calciatrice                 |
| -- | -------------------- | ----- | --------------------------- |
| 2  | Svezia (bandiera)    | D     | Samantha Ammanuel           |
| 3  | Svezia (bandiera)    | D     | Fanny Johansson             |
| 4  | Svezia (bandiera)    | D     | Emma Becker                 |
| 5  | Svezia (bandiera)    | C     | Sara Nordin                 |
| 6  | Svezia (bandiera)    | C     | Wilma Ljung Klingwall       |
| 7  | Svezia (bandiera)    | C     | Matilda Rosqvist (capitano) |
| 8  | Svezia (bandiera)    | D     | Clara Härdling              |
| 9  | Svezia (bandiera)    | A     | Rosa Kafaji                 |
| 10 | Finlandia (bandiera) | A     | Jenny Danielsson            |
| 11 | Svezia (bandiera)    | C     | Sophia Redenstrand          |
| 13 | Svezia (bandiera)    | C     | Johanna Lindell             |

| N. |                        | Ruolo | Calciatrice                 |
| -- | ---------------------- | ----- | --------------------------- |
| 14 | Svezia (bandiera)      | A     | Adelisa Grabus              |
| 15 | Lussemburgo (bandiera) | C     | Emelie Jansson              |
| 17 | Svezia (bandiera)      | D     | Kajsa Kjellander            |
| 18 | Svezia (bandiera)      | A     | Elise Björnelius Leidersten |
| 19 | Svezia (bandiera)      | A     | Elsa Törnblom               |
| 20 | Svezia (bandiera)      | D     | Evelina Finndell            |
| 21 | Svezia (bandiera)      | A     | Linda Hallin                |
| 23 | Finlandia (bandiera)   | D     | Emma Santamäki              |
| 28 | Finlandia (bandiera)   | P     | Milla-Maj Majasaari         |
| 30 | Svezia (bandiera)      | P     | Serina Backmark             |